# Ask Me If I Care
Pour plus de détails, voir Fiche technique et Distribution.
Ask Me If I Care est un court métrage dramatique américain réalisé par Shandor Garrison et sorti en 2018.

## Fiche technique
- Titre original : Ask Me If I Care
- Réalisation : Shandor Garrison
- Scénario : Shandor Garrison
- Photographie : Brian Rigney Hubbard
- Montage : Sara Shaw
- Musique :
- Costumes : Jocelyn Hublau
- Décors : Raelyn Tepper
- Producteur : Marni Zelnick
  - Producteur délégué : Vince Jolivette
- Sociétés de production :
- Sociétés de distribution :
- Pays de production :  États-Unis
- Langue originale : anglais
- Format : couleur
- Genre : Drame
- Durée : 19 minutes
- Date de sortie :
  - États-Unis : 2018

## Distribution
- Hank Azaria : Lou Kline
- Ashley Benson : Alice
- Milan Johnson : Bennie
- Max Kuehn : Joel
- Nina Ljeti : Jocelyn
- Bo Mitchell : Marty
- Ruby Modine : Rhea